# ألديرامين في السماء
ألديرامين في السماء (بالإنجليزية: Alderamin on the Sky)‏ هي رواية خفيفة يابانية نشرت لأول مرة في 2012 وتحولت لمانغا نشرت في 2014 ومسلسل أنمي عرض في 9 يوليو 2016.